# Massimo Cancellieri
Massimo Cancellieri, född 24 juli 1972 i Teramo, är en italiensk baskettränare.

## Karriär
I maj 2023 blev Cancellieri ny huvudtränare i franska SIG Strasbourg. Han tränade därefter grekiska PAOK och tog klubben till final i FIBA Europe Cup 2024/2025. I maj 2025 blev Cancellieri klar som ny huvudtränare i italienska Aquila Trento.

## Klubbar
- San Raffaele (1994–1999, ungdomslag)
- San Raffaele (1999–2000)
- Teramo Basket (2000–2004, assisterande)
- RB Montecatini (2004–2005, assisterande)
- RB Montecatini (2005–2006)
- Pallacanestro Biella (2006–2009, assisterande)
- Veroli Basket (2009–2010)
- Pallacanestro Biella (2010–2013)
- Olimpia Milano (2013–2019, assisterande)
- Basket Ravenna (2019–2021)
- Limoges CSP (2021–2023)
- SIG Strasbourg (2023–2024)
- PAOK (2024–2025)
- Aquila Trento (2025–)